# 福寿の里モンゴル村
福寿の里モンゴル村（ふくじゅのさとモンゴルむら）は、岐阜県恵那市上矢作町にあるモンゴル式のゲル18棟からなる宿泊施設（キャンプ場）。

## 概要
恵那市から愛知県豊田市・設楽町・新城市を経由し静岡県浜松市へと抜ける国道257号線沿いの高台に立地する。
浴場・展示場を備える管理棟を中心に、18棟のゲルが立ち並ぶ。
ゲルは4人用で、室内は朱色のベッドが4基、テーブル、イスなどの家具類のほかエアコン、冷蔵庫が設置されている。

## 所在地
- 岐阜県恵那市上矢作町3587-1

## 利用料金等
- ゲル 
  - ゲル数:18棟
  - 定員:4名
  - 宿泊料金:1棟1泊8,200円+施設管理費として、小学生以上1名につき1,000円（2019年9月時点）
  - 休憩料金:1棟（午前11時〜午後2時）宿泊料金の50%　ただし定員超過分は施設管理費として小学生以上1名につきプラス500円（2019年9月時点）

## 周辺
- 道の駅上矢作ラ・フォーレ福寿の里
- 新田の桜
- 弁慶杉
- 岩村町本通り
- 日本大正村

## アクセス
- JR中央本線恵那駅から明知鉄道に乗車し、岩村駅で下車。岩村駅前より、バス「横道車庫」または「大野」行きで10分「道の駅ラ・フォーレ福寿の里」で下車。
- 中央自動車道恵那ICより国道19号を長野県方面へ進み、正家交差点を右折し国道257号を浜松方面へ約30分。